# بيتر ماجنوسون (ممثل)
بيتر ماجنوسون (بالسويدية: Peter Magnusson)‏ هو مقدم تلفزيوني وممثل سويدي، ولد في 9 ديسمبر 1974 في السويد.

## وصلات خارجية
- بيتر ماجنوسون على موقع IMDb (الإنجليزية)
- بيتر ماجنوسون على موقع قاعدة بيانات الأفلام السويدية (السويدية)
- بيتر ماجنوسون على موقع قاعدة بيانات الفيلم (الإنجليزية)